# مقابلة (بحث)
المقابلة في البحث النوعي هي محادثة يتم فيها طرح الأسئلة لاستنباط المعلومات. عادة ما يكون القائم بإجراء المقابلة باحثًا محترفًا أو مدفوع الأجر، ومدربًا في بعض الأحيان، ويطرح أسئلة على الشخص الذي تتم مقابلته، في سلسلة متناوبة من الأسئلة والأجوبة المختصرة في العادة. يمكن مقارنتها بمجموعات التركيز التي يسأل فيها المحاور مجموعة من الأشخاص ويلاحظ المحادثة الناتجة بين الأشخاص الذين تمت مقابلتهم، أو الاستطلاعات التي تكون مجهولة أكثر وتقتصر المستجيبين على مجموعة من خيارات الإجابة المحددة مسبقًا. بالإضافة إلى ذلك، هناك اعتبارات خاصة عند إجراء مقابلات مع الأطفال. في البحث الفينومينولوجي أو الإثنوغرافي، تُستخدم المقابلات لكشف معاني الموضوعات المركزية في عالم حياة الموضوعات من وجهة نظرهم الخاصة.